# Simocybe
Simocybe es un género de hongos, perteneciente a la familia Crepidotaceae. El género está ampliamente distribuido, y contiene 25 especies.

## Especies
- Simocybe atomacea
- Simocybe austrorubi
- Simocybe centunculus[4]
- Simocybe haustellaris
- Simocybe luteomellea
- Simocybe phlebophora
- Simocybe pruinata
- Simocybe reducta
- Simocybe sumptuosa
- Simocybe tabacina
- Simocybe tiliophila
- Simocybe unica